# Association of Global Automakers
L'Association of Global Automakers, en français (Association des constructeurs mondiaux d'automobiles) est une association professionnelle et un groupe de défense d'intérêts dont le siège est à Washington, DC. Ses membres sont des fabricants internationaux d'automobiles et de camions légers, qui construisent et vendent des produits aux États-Unis. 
L’Association of Global Automakers représente 14 constructeurs internationaux, dont Honda, Toyota, Nissan, Hyundai et Kia. En septembre 2011, 33,8% des automobiles fabriquées aux États-Unis sont produites par ses membres. 
L’organisation a été créée en 1965 sous le nom d’Automobiles Automotors of America, dans le but de partager des informations techniques et réglementaires sur les exigences relatives à la conception de véhicules destinés à la vente aux États-Unis. Elle a par la suite changé de nom et s'appelle désormais Association of Global Automakers. Elle fournit des services de défense des intérêts, notamment des activités de lobbying, de recherche et d'analyse, ainsi que des services de représentation juridique pour les constructeurs étrangers du secteur automobile américain. Parmi les questions importantes auxquelles l’association est désormais associée, figurent les restrictions commerciales, les normes d’émission environnementales et les règles de sécurité. 

## Organisation
En 2012, l’association compte 12 membres constructeurs, dont Honda, Toyota, Nissan, Hyundai et Kia. En 2011, les sociétés membres employaient 81 000 Américains et leurs investissements dans les installations de production aux États-Unis totalisaient 45 milliards de dollars. L'association affirme que ses membres représentaient 42% de tous les véhicules vendus aux États-Unis et 34% des véhicules fabriqués aux États-Unis de janvier à septembre 2011. 
John Bozzella est devenu président et chef de la direction de l'association le 1er avril 2014,.

## Contexte
La crise pétrolière de 1973 a entraîné une augmentation de la part de marché des véhicules importés, souvent plus économes en carburant. En réponse à cette tendance, Ford Motor Company et le syndicat United Auto Workers ont accusé les importateurs de dumping et de pratiques commerciales déloyales et ont présenté leurs réclamations aux autorités commerciales. À partir des années 1980, les constructeurs automobiles internationaux, qui étaient traditionnellement des importateurs, ont commencé à ouvrir de nouvelles usines de fabrication aux États-Unis, ce qui a conduit à une expansion de leur activité.

## Activités
L'association représente, conseille et défend les intérêts de fabricants internationaux d'automobiles et de camions légers aux États-Unis. Les services proposés comprennent le lobbying auprès des gouvernements fédéraux et des États, fournissant aux sociétés membres des recherches et des analyses relatives aux lois et réglementations américaines et en les conseillant sur les litiges et les questions juridiques. 

### Marché et commerce
L'association aide ses membres à formuler et à défendre leurs positions contre les lois et règlements qui ont tendance à rendre la participation au marché américain plus coûteuse ou plus difficile pour les constructeurs automobiles internationaux. En 1994, l'association a déposé un mémoire contre le classement de la Nissan Pathfinder comme un véhicule cargo, qui avait eu pour effet d'augmenter les droits d'importation sur les véhicules similaires de 2,5% à 25%, sur la base d'une loi de 1989. Cette décision, qui confirmait une décision rendue en 1993 par le tribunal du commerce international des États-Unis, ouvrait la porte à l'expansion japonaise du marché américain des camions légers, en particulier du segment en pleine croissance des véhicules utilitaires sport (VUS). Au cours des années 1990, l’association s’est opposée à une initiative de l’administration Clinton d’imposer une taxe de 100% sur 13 véhicules de luxe importés du Japon.

### Économie de carburant et émissions
Au nom de ses membres, l’association développe des arguments et prend position sur les thèmes de l’efficacité énergétique, des émissions de gaz à effet de serre et sur d’autres réglementations et normes. L'association s'oppose à l'idée d'autoriser chaque État à adopter des normes plus strictes que les normes fédérales en matière d'émissions des véhicules et d'économie de carburant.    
En 2007, l’association a intenté une action en justice contre l’état de la Californie, tentant d’établir que cet État n’était pas habilité à réglementer les émissions de gaz à effet de serre. Selon l'association, la seule méthode permettant de réduire considérablement les émissions de gaz à effet de serre, principalement le dioxyde de carbone, consiste à faire des économies de consommation de carburant, et seul le département américain des Transports est habilité à établir une norme d'économie de carburant en vertu de la législation énergétique fédérale de 1975. En tant que telles, les normes de la Californie sont préemptées par la loi fédérale. La Californie est en mesure de définir ses propres normes en matière d'émissions si l'Environmental Protection Agency (EPA) lui accorde une dérogation à la préemption en vertu du Clean Air Act, car elle avait commencé à réglementer la pollution de l'air avant sa création. L’association a également fait valoir que si la Californie et d’autres États avaient le pouvoir de réglementer les émissions de gaz à effet de serre, cela obligerait les fabricants à fabriquer des véhicules en utilisant un trop grand nombre de normes différentes, ce qui augmenterait effectivement le coût des voitures et éliminerait les choix de modèles. En décembre 2007, un juge de tribunal de district s'est prononcé contre le procès souhaité par l'association. L'association a fait appel de cette décision. En février 2008, l'association a publié un communiqué à la suite de la décision de l'EPA de ne pas accorder la dérogation qui serait nécessaire pour que la Californie réglemente les émissions de gaz à effet de serre des véhicules à moteur par elle-même. Le président de l'association, Michael Stanton, a déclaré que son intérêt n'était pas de résister à une telle réglementation, mais de veiller à ce que des normes uniformes soient établies par le gouvernement fédéral. En 2009, l’association a déclaré son soutien à un accord conclu par l’administration Obama sur l’adoption d’une norme nationale unique en matière d’économie de carburant, ce qui a entraîné l’abandon des poursuites en instance.

### Carburants
À la fin de 2010, l’Association faisait partie d’une coalition de fabricants de moteurs qui avaient intenté un recours devant la Cour d’appel des États-Unis pour empêcher l’Environmental Protection Agency d’augmenter de 10 à 15% la teneur en éthanol de l’essence.  
L’Association et 30 autres organisations, dont Les Amis de la Terre, la Chambre de commerce nationale et des représentants des industries des petits moteurs, ont récemment signé une lettre demandant au Comité de la Chambre sur la science, l’espace et la technologie, d’appuyer un projet de loi demandant que davantage d’études et d’évaluations scientifiques soient réalisées avant que les carburants E15 ne soient approuvés pour un usage par le consommateur.

### Sécurité et protection du consommateur
Aux côtés de l'Association américaine des constructeurs automobiles (aujourd'hui disparue), à la fin des années 1990, l'Association of Global Automakers a recommandé aux autorités de réglementation américaines de commencer à reconnaître certaines réglementations ECE, qui sont utilisées à la place de la réglementation américaine dans la plupart des pays,. 
L'association préconise l'interdiction d'utiliser des appareils portatifs pour envoyer des textos ou parler en conduisant comme « un élément important de la prévention des accidents de la route ».